# Піонер (Амурська область)
Піонер (рос. Пионер) — село у Магдагачинському районі Амурської області Російської Федерації. Розташоване на території українського історичного та етнічного краю Зелений Клин.
Входить до складу муніципального утворення Дактуйська сільрада. Населення становить 30 осіб (2018).

## Історія
З 20 жовтня 1932 року входить до складу новоутвореної Амурської області.
З 1 січня 2006 року органом місцевого самоврядкування є Дактуйська сільрада.

## Населення
| 2002 | 2010 | 2012 | 2013 | 2014 | 2015 | 2016 |
| ---- | ---- | ---- | ---- | ---- | ---- | ---- |
| 65   | ↘46  | ↘40  | ↘36  | ↘34  | ↘32  | ↘30  |
| 2017 | 2018 |      |      |      |      |      |
| ↗33  | ↘30  |      |      |      |      |      |